# James S. A. Corey

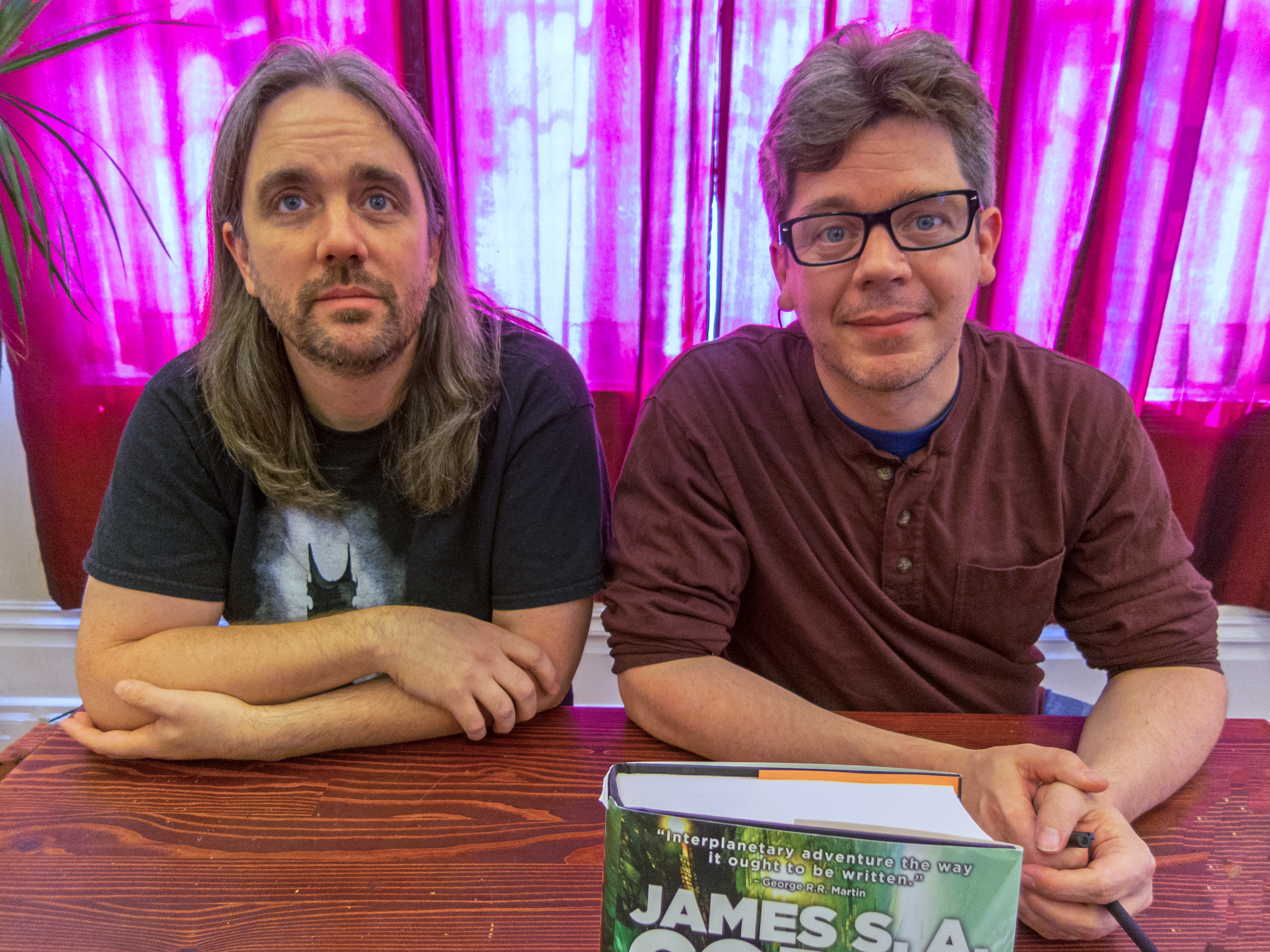
James Corey é um pseudônimo utilizado por Ty Franck e Daniel Abraham.

James S. A. Corey é o pseudônimo usado pelos colaboradores Daniel Abraham e Ty Franck, autores da série de ficção científica A Expansão . O nome e o sobrenome são tirados dos nomes do meio de Abraham e Franck, respectivamente, e S. A. são as iniciais da filha de Abraham.  O nome também pretende emular muitos dos escritores de ópera espacial da década de 1970.  Na Alemanha, seus livros são publicados sob o nome de James Corey com as iniciais do meio omitidas. 

## Carreira
Sob o pseudônimo de James S. A. Corey, o autor de fantasia Daniel Abraham começou a colaborar com Ty Franck (que havia trabalhado como assistente pessoal de George R. R. Martin) em 2011. Juntos, eles escreveram Leviatã Desperta (2011), o primeiro romance de ficção científica da série A Expansão. Leviatã Desperta foi nomeado para o Hugo Award 2012 de Melhor Romance e o Locus Award 2012 para Melhor Romance de Ficção Científica.
Enquanto ainda escreviam o segundo volume da série A Expansão, A Guerra de Caliban, a Orbit Books contratou os autores para escrever livros adicionais na série levando o total para nove.   
Os autores também escreveram um romance de Star Wars, Honor Among Thieves, publicado pela Random House em 2014  e um conto não relacionado a A Expansão intitulado A Man Without Honor, incluído na antologia Old Mars, editada por George RR Martin.

### Série A Expansão
Ver artigo principal: A Expansão (série literária)
A Expansão (The Expanse) é uma série de romances literários de ficção científica (incluindo novelas e contos relacionados).
A Série acontece em um futuro em que a humanidade colonizou grande parte do Sistema Solar, mas ainda não tem viagens interestelares. No cinturão de asteróides e além, as tensões estão aumentando entre as Nações Unidas da Terra, Marte e os planetas exteriores. Os residentes dos planetas exteriores desenvolveram uma língua crioula devido ao seu isolamento físico da Terra e de Marte. A série se passa inicialmente no Sistema Solar, usando muitos locais reais, como Ceres e Eros no cinturão de asteróides, várias luas de Júpiter, sendo Ganimedes e Europa os locais mais desenvolvidos, e pequenas bases científicas tão distantes quanto Phoebe em torno de Saturno e Titânia em torno de Urano, bem como assentamentos abobadados bem estabelecidos em Marte e na Lua.

#### Romances
| Número | Título                  | Páginas | Áudio   | Data da Publicação Original | ISBN              |
| ------ | ----------------------- | ------- | ------- | --------------------------- | ----------------- |
| 1      | Leviatã Desperta        | 592     | 20h 56m | 15/06/2011                  | 978-0-316-12908-4 |
| 2      | A Guerra de Caliban     | 595     | 21h     | 25/06/2012                  | 978-0-316-12906-0 |
| 3      | Os Portões de Abadom    | 539     | 19h 42m | 04/06/2013                  | 978-0-316-12907-7 |
| 4      | O Incêndio de Cibola    | 583     | 20h 7m  | 17/06/2014                  | 978-0-316-21762-0 |
| 5      | Ardil de Nemesis        | 544     | 16h 44m | 02/06/2015                  | 978-0-316-21758-3 |
| 6      | Cinzas da Babilônia     | 608     | 19h 58m | 06/12/2016                  | 978-0-316-33474-7 |
| 7      | Desenredo de Persépolis | 560     | 20h 34m | 05/12/2017                  | 978-0-316-33283-5 |
| 8      | Ira de Tiamate          | 544     | 19h 8m  | 26/03/2019                  | 978-0-316-33286-6 |
| 9      | Leviatã Adormece        | 528     | 19h 40m | 30/11/2021                  | 978-0-316-33291-0 |

#### Contos
| Número | Título Original                                        | Contexto                                                       | Páginas | Áudio   | Data de Publicação | ISBN              |
| ------ | ------------------------------------------------------ | -------------------------------------------------------------- | ------- | ------- | ------------------ | ----------------- |
| 0.1    | Drive                                                  | Antes de Leviatã Desperta                                      | 7       | 57m     | 27/11/2012         | 978-1-781-08056-6 |
| 0.3    | The Churn                                              | Antes de Leviatã Desperta                                      | 75      | 2h 18m  | 29/04/2014         | 978-0-316-21766-8 |
| 0.5    | The Butcher of Anderson Station                        | Antes de Leviatã Desperta                                      | 40      | 1h 1m   | 17/10/2011         | 978-0-316-20407-1 |
| 1.1    | The Last Flight of the Cassandra                       | Durante Leviatã Desperta                                       | 5       |         | 14/05/2019         | 978-1-934-54797-7 |
| 2.5    | Gods of Risk                                           | Entre A Guerra de Caliban e Os Portões de Abadom               | 75      | 2h 20m  | 15/09/2012         | 978-0-316-21765-1 |
| 3.5    | The Vital Abyss                                        | Desde antes de Leviatã Desperta até O Incêndio de Cibola       | 74      | 2h 26m  | 15/10/2015         | 978-0-316-21756-9 |
| 6.5    | Strange Dogs                                           | Entre Cinzas da Babilônia e Desenredo de Persépolis            | 64      | 2h 29m  | 18/07/2017         | 978-0-316-21757-6 |
| 7.5    | Auberon                                                | Entre Desenredo de Persépolis e Ira de Tiamate                 | 63      | 2h 25m  | 12/11/2019         | 978-0-316-43428-7 |
| 9.5    | The Sins of Our Fathers                                | Após Leviatã Adormece                                          | 64      | 2h 23m  | 15/03/2022         | 978-0-316-66907-8 |
|        | Memory's Legion: The Complete Expanse Story Collection | Desde antes de Leviatã Desperta até depois de Leviatã Adormece | 432     | 16h 22m | 15/03/2022         | 978-0-316-66919-1 |

O livro Memory's Legion é uma coleção de todos os oito contos e novelas, exceto The Last Flight of the Cassandra (que permanece exclusivo do RPG). A coleção inclui notas dos autores e o conto final The Sins of Our Fathers, que é um epílogo da série.

### Outros Romances
- Honor Among Thieves (Star Wars: Empire and Rebellion, book 2) (2014)[7]

### Contos de Ficção Científica
- A Man Without Honor", Old Mars, eds. George R. R. Martin and Gardner Dozois (2013)[8]
- "Silver and Scarlet" (Star Wars story), Star Wars Insider No. 148 (2014)[22]
- "The Drones", Popular Science (2015)[23]
- "Rates of Change", Meeting Infinity, ed. Jonathan Strahan (2015)[24]
- "The Hunger After You're Fed", Wired (2016)[25]